# Mount Tidd
Mount Tidd är ett berg i Antarktis. Det ligger i Västantarktis. Chile gör anspråk på området. Toppen på Mount Tidd är 1 282 meter över havet.
Terrängen runt Mount Tidd är platt, och sluttar brant österut. Trakten är obefolkad. Det finns inga samhällen i närheten.